# Tapinotaspidini
Tribu
Tapinotaspidini est une tribu d'insectes de la famille des Apidae (l'une des familles d'abeilles).

## Liste des genres
Selon BioLib (6 juin 2019) :
- genre Arhysoceble Moure, 1948
- genre Caenonomada Ashmead, 1899
- genre Chalepogenus Holmberg, 1903
- genre Lanthanomelissa Holmberg, 1903
- genre Monoeca Lepeletier & Serville, 1828
- genre Paratetrapedia Moure, 1941
- genre Tapinotaspis Holmberg, 1903
- genre Tapinotaspoides Moure, 1944
- genre Trigonopedia Moure, 1941